# Asienspiele 2022/Sportklettern
Bei den Asienspielen 2022 wurden vom 3. bis 7. Oktober 2023 insgesamt sechs Wettbewerbe im Sportklettern ausgetragen, davon je drei bei den Männern und bei den Frauen. Austragungsort war das Shaoxing Keqiao Yangshan Sport Climbing Centre.

## Bilanz

### Medaillenspiegel
| Platz  | Land       | Gold | Silber | Bronze | Gesamt |
| ------ | ---------- | ---- | ------ | ------ | ------ |
| 1      | China      | 2    | 2      | 2      | 6      |
| 2      | Japan      | 2    | —      | —      | 2      |
| 3      | Indonesien | 1    | 2      | 2      | 5      |
| 4      | Iran       | 1    | —      | —      | 1      |
| 5      | Südkorea   | —    | 2      | 2      | 4      |
| Gesamt | Gesamt     | 6    | 6      | 6      | 18     |

### Medaillengewinner
Männer
| Disziplin     | Gold                                   | Silber                                                        | Bronze                                           |
| ------------- | -------------------------------------- | ------------------------------------------------------------- | ------------------------------------------------ |
| Speed         | Reza Alipour                           | Long Jinbao                                                   | Veddriq Leonardo                                 |
| Speed Staffel | ChinaWang Xinshang Wu Peng Zhang Liang | IndonesienKiromal Katibin Veddriq Leonardo Rahmad Adi Mulyono | SüdkoreaJung Yong-jun Lee Seung-beom Lee Yong-su |
| Kombination   | Sorato Anraku                          | Lee Do-hyun                                                   | Pan Yufei                                        |

Frauen
| Disziplin     | Gold                                  | Silber                                                                 | Bronze                                      |
| ------------- | ------------------------------------- | ---------------------------------------------------------------------- | ------------------------------------------- |
| Speed         | Desak Made Rita Kusuma Dewi           | Deng Lijuan                                                            | Rajiah Sallsabillah                         |
| Speed Staffel | ChinaDeng Lijuan Niu Di Zhang Shaoqin | IndonesienDesak Made Rita Kusuma Dewi Nurul Iqamah Rajiah Sallsabillah | SüdkoreaChoi Na-woo Jeong Ji-min Noh Hee-ju |
| Kombination   | Ai Mori                               | Seo Chae-hyun                                                          | Zhang Yuetong                               |